# Tetracarpaeaceae
Tetracarpaeaceae is een botanische naam, voor een familie van tweezaadlobbige planten. Een familie onder deze naam wordt vrij zelden erkend door systemen voor plantentaxonomie, maar wel door het APG-systeem (1998).
In het APG II-systeem (2003) is erkenning van de familie optioneel: de planten kunnen ook ingevoegd worden bij de familie Haloragaceae.
Indien erkend gaat het om een heel kleine familie, die voorkomt in Tasmanië.